# 카시니-하위헌스
카시니-하위헌스(Cassini-Huygens)는 미국과 유럽의 공동 토성 무인 탐사선이다. 카시니-하위헌스는 NASA 카시니 궤도선과 ESA 하위헌스 탐사선의 둘로 나뉜다. 이는 이탈리아 출신 프랑스 천문학자 조반니 도메니코 카시니와 네덜란드의 천문학자, 수학자, 물리학자 크리스티안 하위헌스의 이름을 딴 것이다. 카시니-하위헌스는 1997년 10월 15일 발사되었으며 2004년 7월 1일 토성 궤도에 진입하였다. 제트 추진 연구소(JPL)에 의하면 하위헌스 탐사선은 2004년 12월 25일 UTC 2:00 무렵 모선에서 분리되어 2005년 1월 14일 타이탄의 대기권에 진입하였다. 하위헌스는 타이탄의 표면에 착륙하기까지의 타이탄의 자료를 지구로 보냈다. 카시니-하위헌스는 토성을 공전하는 탐사선으로는 최초이며, 토성을 방문한 기체로는 네 번째이다.

## 개요
카시니 프로젝트의 설계, 제조, 정보 처리 등의 업무를 수행하기 위해 유럽의 16개국과 미국은 팀을 조직하였다. 프로젝트는 궤도선이 제조된 NASA(미 항공우주국)의 JPL(제트 추진 연구소)로부터 관리 받았다. 호이겐스호는 유럽의 ESRTC(European Space Research and Technology Centre)으로부터 개발 및 제조되었다. ESRTC의 주계약업체인 프랑스의 Aerospatiale사(지금은 Thales Alenia Space사)는 각국으로부터 보내진 장비들과 기구들을 조립하였다. (호이겐스호의 동력원과 기구 두 개는 미국으로부터 옴). ASI(이탈리아 항공우주국)는 카시니 궤도선을 위해 통신용 고이득 안테나와 저이득 안테나(예비용), 탐사용 고이득 안테나를 사용하는 최적화된 합성 벌린면 레이다, 레이다 고도계, 라디오미터, 전파 공학 부가 체계(Radio Science Subsystem), 가시광선 분광기를 제공하였다. 적외선 분광기, CNES(프랑스 국립우주연구센터)로부터 제공된 보조 동력원을 포함한 주 동력원은 미국으로부터 제공되었다. 카시니는 주임무를 마친 후 여러 차례 임무가 연장되었다. 2008년 4월 16일, NASA는 카시니 프로젝트 관제를 위한 자금지원 2년 연장 결정사항을 발표하였고 프로젝트 명을 카시니 이쿼녹스(추분) 미션(Cassini Equinox Mission)으로 개명하였다. 이 임무는 2010년 2월에 카시니 솔스티스(계절) 미션(Cassini Solstice Mission)으로 개명됨과 함께 또다시 연장되었다. 2017년 9월 15일 카시니는 토성의 대기권으로 진입하면서 임무를 종료했다.

## 작명

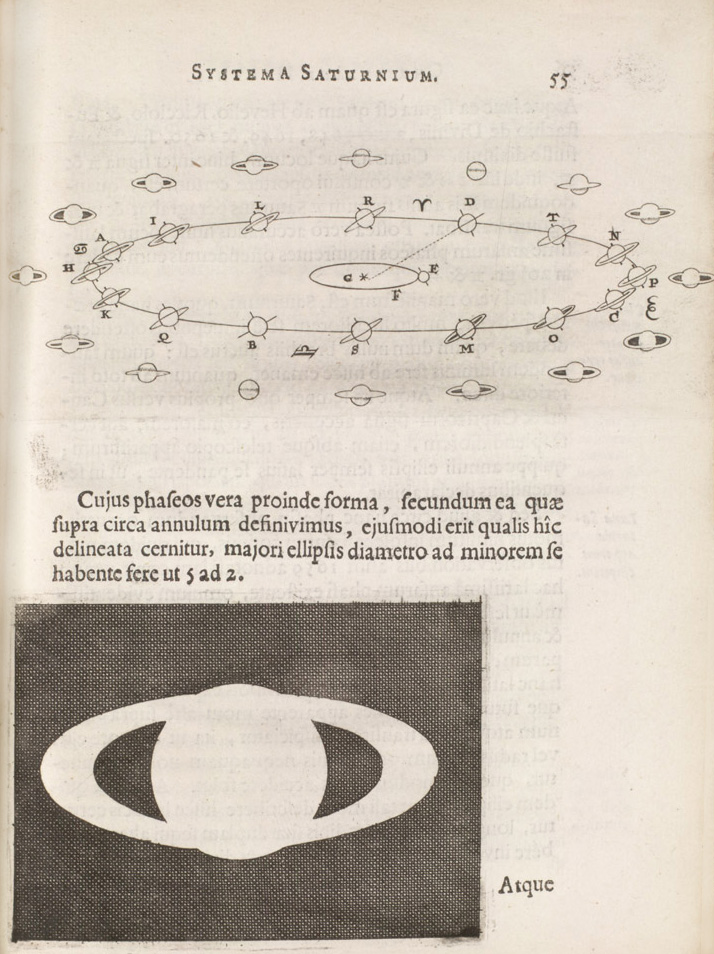
토성계의 모습을 그린 하위헌스의 그림, 시스테마 세터니움(Systema Saturnium), 1659

카시니 프로젝트는 두개의 탐사선으로 구성되어 있다. ASI/NASA에서 개발한 토성 궤도선은 토성의 고리와 위성 4개를 발견한 이탈리아-프랑스계 출신 천문학자, 카시니(Giovanni Domenico Cassini)의 이름을 계승하였다. ESA에서 개발한 타이탄 탐사선 호이겐스호는 타이탄의 발견자이자 수학자, 물리학자, 천문학자를 겸임한 네덜란드 출신 과학자인 하위헌스(Christiaan Huygens)의 이름을 계승하였다. 하지만 NASA와 ESA는 이 궤도선과 탐사선들을 개발하는 도중에는 SOTP(Saturn Orbiter Titan Probe)라고 명칭했다. 카시니-호이겐스는 행성 탐사선급 기체로 분류되고 다른 대표적인 태양계 탐사선은 갈릴레오호, 보이저호, 바이킹호 등이 있다.

## 목적
카시니는 다음과 같은 목적이 있다.
- 토성 고리의 입체적인 구조와 원리를 조사
- 여러 위성들의 표면 성분과 지형의 역사를 조사
- 토성 위성 이아페투스 표면의 북반구에 있는 검은 물질의 성질과 근원을 조사
- 자기장의 입체적인 구조와 원리를 조사
- 토성 대기의 여러 층과 원리를 조사
- 토성 위성 타이탄의 구름과 안개의 시간에 따른 가변성을 조사
- 토성 위성 타이탄의 표면을 지도화

카시니-호이겐스호는 1997년 8월 15일, 케이프커내버럴 공군 기지의 발사대 40에서 미 공군 타이탄 4 로켓을 이용해 발사되었다. 발사체는 2단 타이탄 4 추진 로켓과 보조 로켓 두 개, 켄타우로스 수송층, 덮개(페어링)으로 구성되어 있었다.
이 프로젝트의 비용은 약 32억 6천만 달러가 들었다. 탐사선 계획, 제작 비용으로 1.4억 달러, 임무 관제 비용으로 7040만 달러는, 경로 설계 비용으로 540만 달러, 발사체 비용으로 4220만 달러가 사용되었다. 미국은 총 비용의 80%인 26억 달러를, 유럽 항공우주국은 15%인 5000만 달러를, 이탈리아 항공우주국은 5%인 1600만 달러를 분담하였다. 카시니호의 임무 계획은 2008년 7월 30일에 중단되었고 2010년 6월까지 카시니 이쿼녹스 미션으로 연장되었다. 이 연장 임무는 2009년 8월의 토성에 추춘기에 토성을 정밀히 조사하는 것이 주 목적이었다.
2010년 2월 3일, 미 항공우주국은 토성 북반구의 여름철에 종료될 카시니 솔스티스 미션을 발표하였다. 이는 카시니 임무를 6년 반간 연장하여 2017년에 종료되며 토성을 155번 공전, 타이탄과 54번 근접 비행, 엔셀라두스와 11번 근접비행을 할 예정이다. 2017년에, 카시니호는 타이탄의 중력에 의해 토성 표면으로 궤도가 바뀔 것이다. 그리하여 토성 구름층에서부터 고작 3,000km 상공인 궤도에서 비행하게 된다. 이 프로젝트는 타이탄 중력의 다음 영향에 의해 카시니호를 토성의 대기권으로 진입시킴으로써 종료되게 된다.

## 여정
| 지정된 목적지 (크기순) | 지정된 목적지 (크기순) | 지정된 목적지 (크기순) | 지정된 목적지 (크기순) | 지정된 목적지 (크기순) | 지정된 목적지 (크기순) | 지정된 목적지 (크기순) |
| ---------------------- | ---------------------- | ---------------------- | ---------------------- | ---------------------- | ---------------------- | ---------------------- |
|                        |                        |                        |                        |                        |                        |                        |
| 타이탄                 | 달                     | 레아                   | 이아페투스             | 디오네                 | 테티스                 | 엔셀라두스             |
|                        |                        |                        |                        |                        |                        |                        |
| 미마스                 | 히페리온               | 포에베                 | 야누스                 | 에피메테우스           | 프로메테우스           | 판도라                 |
|                        |                        |                        |                        |                        |                        |                        |
| 헬레네                 | 아틀라스               | 텔레스토               | 칼립소                 | 메토네                 |                        |                        |

## 역사

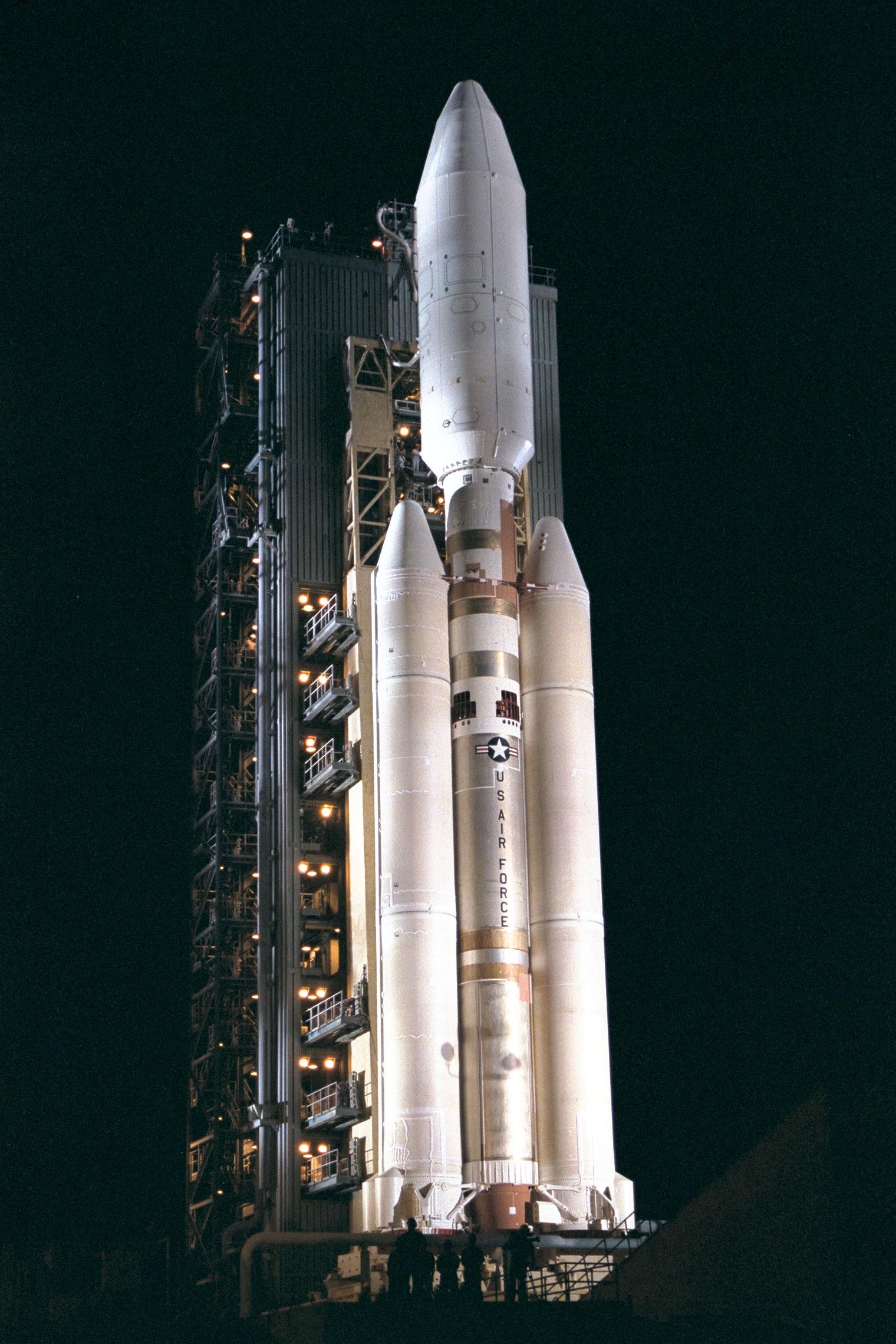
발사대에 배치된 카시니-호이겐스

최초로 합동 토성 탐사가 제안된 년도는 1982년이다. 두명의 유럽 과학자들은 토성 궤도선과 타이탄 탐사선을 합체하는 합리적인 합동 프로젝트를 제안하였고 1983년, 미 항공우주국(NASA)의 태양계 탐사 위원회(Solar System Exploration Committee)는 제안된 바와 같이 토성 궤도선, 타이탄 탐사선 프로젝트를 추진하였다. 미 항공우주국과 유럽 우주국(ESA)은 1984년부터 채택될 가능성이 있는 이 프로젝트에 대한 공동 연구를 시작하였지만 채택 가능성이 없다고 여겨져 각각 1985년, 1986년에 연구를 종료했다. 그러나, 1987년에 미 항공우주국의 저명한 과학자이자 우주비행사 샐리 라이드는 논문, "미 항공우주국의 리더쉽과 우주에서 미국인들의 미래"에 카시니-하위헌스 프로젝트를 검토하고 옹호하는 내용을 담아 카시니 프로젝트에 대해 다시 관심이 모이게 되었다.
샐리 라이드의 논문은 카시니-하위헌스 탐사선 프로젝트를 미 항공우주국의 단독 프로젝트로 설명한 반면에, 1988년에 미 항공우주국의 우주 탐사 계획 승인부장인 랜 피스크는 다시 미 항공우주국과 유럽 항공우주국의 합동 프로젝트를 추진하였다. 그는 유럽 항공우주국에서 그와 같은 지위에 있는 로저 보넷에게 편지를 써 당시 유럽 항공우주국이 고민하고 있는 3개의 후보 프로젝트 중 하나인 카시니-하위헌스 프로젝트를 유럽 항공우주국이 택하면 미 항공우주국도 협조하겠다고 약속하며 강력히 권하였다.
당시 미/유럽 항공우주국간의 합동 프로젝트를 진행하는 도중 미 항공우주국 과학자들이 유럽 항공우주국 과학자들의 의견을 다소 무시하는 경향의 결과로 미국과 유럽의 항공우주탐사 계획에 경쟁의 분위기가 조성되고 있었다. 카시니-하위헌스 프로젝트를 추진한 미 항공우주국 과학자들은 이 긴장감을 해소하기 위해 프로젝트의 결과로 얻는 정보와 기술을 유럽 항공우주국과 공유하자고 제안하였다. 또한, 미 항공우주국은 러시아 연방우주국(소련 항공우주국, RSA)에 대한 경쟁심에 의해 미 항공우주국보다 러시아 항공우주국과 더 밀접하게 교섭하기 시작한 유럽 항공우주국과 더 친밀한 관계를 유지하려는 의도도 있었다.
카시니-하위헌스 합동 프로젝트는 두 항공우주국간의 관계를 개선시켰을 뿐만 아니라 두 항공우주국이 서로 비용을 분담해 카시니 프로젝트가 미 의회의 자금 규제로부터 살아남을 수 있었다. 카시니-하위헌스 프로젝트는 1992년과 1994년에 정치적인 비판을 받았지만, 미 항공우주국은 이미 유럽 항공우주국이 자금을 지불하여 개발을 시작한 프로젝트를 중지하여 생긴 실망감은 항공우주분야 뿐만 아니라 다른 분야의 외국간의 관계에게 안 좋은 영향을 미칠 것이라며 미국 의회를 설득할 수 있었다. 카시니 프로젝트는 1994년 이후로는 정치적인 비판은 면하였지만, 1997년의 발사 전후까지는 시민 단체들은 환경 오염(발사 도중 대기 오염)을 우려하며 시위와 법적 기소를 통해 저지하려고 하였다.

## 탐사

### 금성, 지구 플라이바이

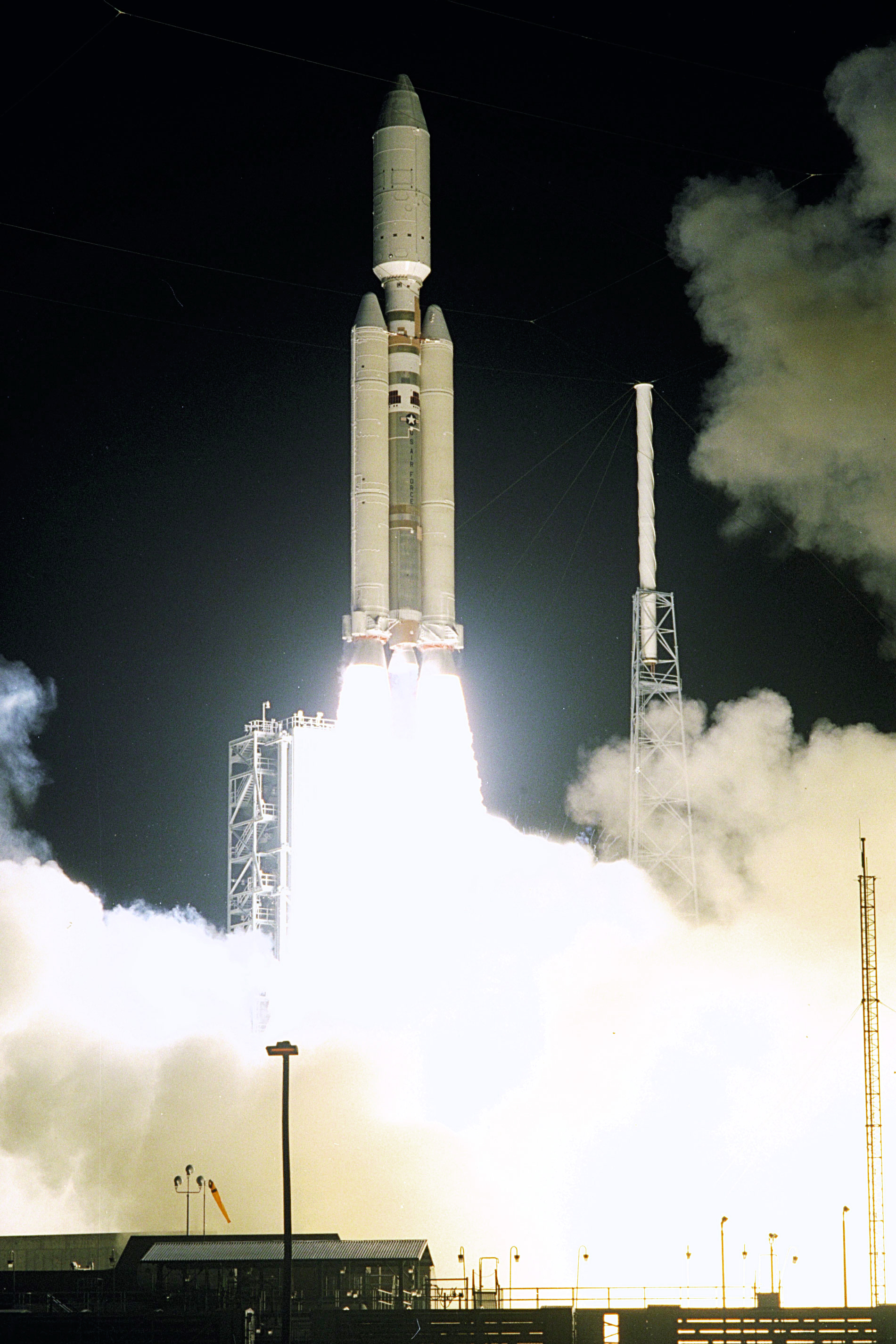
카시니-하위헌스의 발사

카시니 탐사선은 1998년 4월 26일과 1999년 6월 24일 금성을 플라이바이하였다. 태양 중력에 의해 태양계 중심으로 끌리고 있던 카시니는 이 플라이바이를 통해 목성과 화성 사이 소행성대까지 갈 가속력을 얻었다.
1999년 8월 18일 03:38 UTC에는 지구와 플라이바이하였다. 달과 377,000km까지 근접해 촬영하였다.
2000년 1월 23일, 카시니는 소행성 2685 마수르스키(asteroid 2685 Masursky)와 접근 통과하며 촬영하였다. 최단 근접거리는 160만 킬로미터였으며 마수르스키의 지름은 15~20km로 추정된다.

### 목성 플라이바이

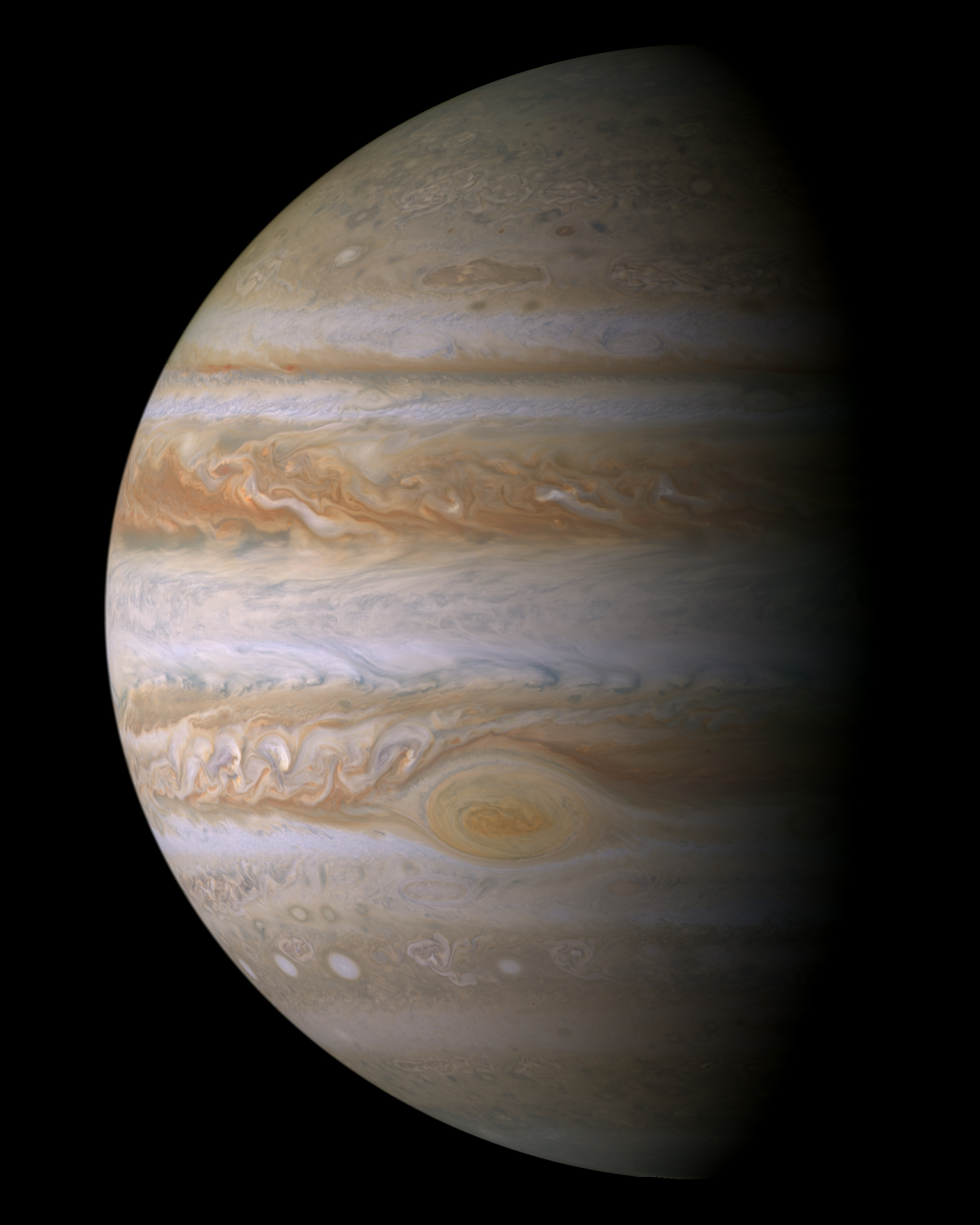
목성의 전면 사진

2000년 12월 30일, 카시니는 목성 가장 가깝게 근접하며 탐사를 하였다. 약 26,000장의 목성, 목성의 옅은 고리와 위성의 사진을 6달간의 플라이바이 동안 촬영하였다. 이 때 구분 가능한 가장 작은 물체의 지름 60km 일 정도로 선명한 목성의 전면 색체 사진이 촬영되었다.

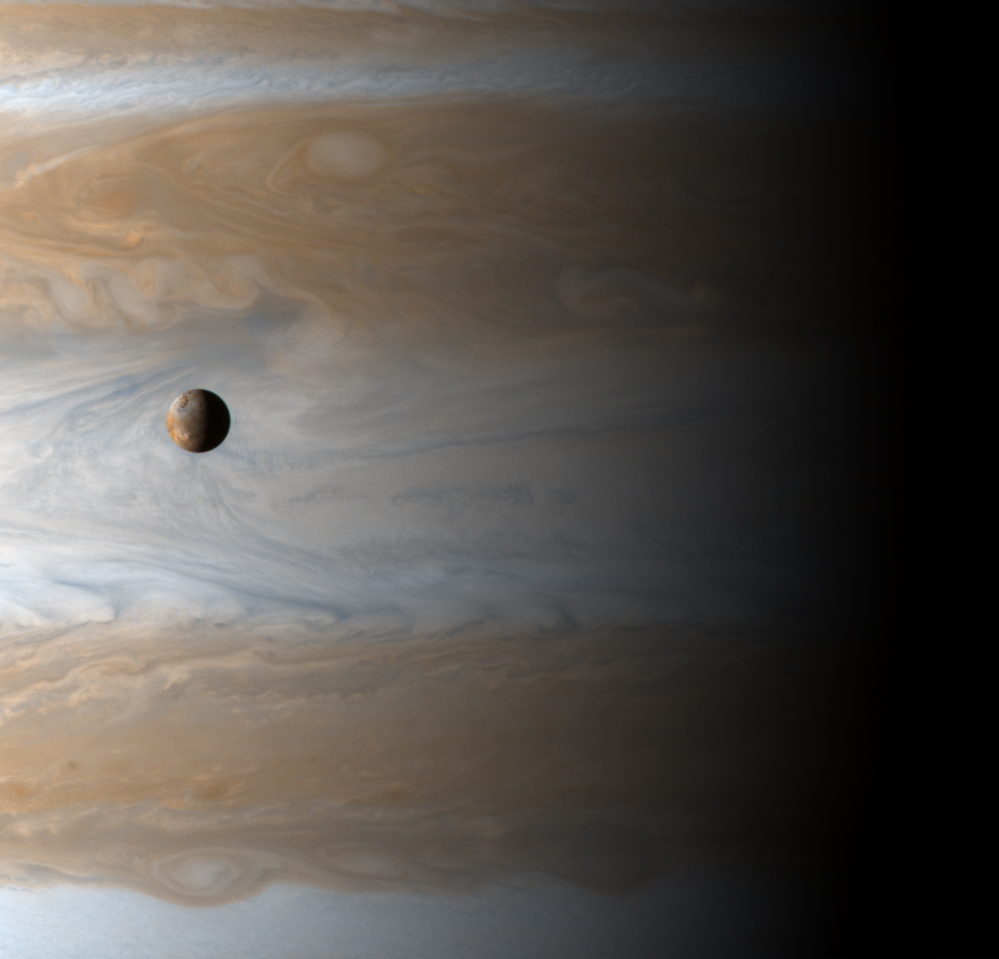
카시니는 2001년 1월 1일 목성을 근접하면서 사진을 촬영하였다.

2001년 1월 1일, 카시니는 목성을 공전하는 위성 이오를 촬영하였다. 2003년 3월 6일 발표된 플라이바이의 성과는 목성 대기의 순환이었다. 과학자들은 목성 대기의 어두운 가로 무늬가 하얀색 무늬와 교차한다고 믿었었다. 지구에서 상승기류가 발생하는 곳에 구름이 생성되는 것을 보아 옅은 구름이 떠있는 목성의 하얀색 무늬에 상승기류가 발생했을 것이라고 생각했기 때문이다. 그러나 카시니가 촬영한 사진을 분석한 결과 지구에서 보기는 너무 작은 하얀색 구름이 상승하는 각각의 폭풍 세포들이 예외없이 검은 무늬에 나타난다는 것을 보여주었다. 이 발표에서 목성 고리의 본질에 대해서 논의가 됐었다. 목성 고리는 입자단위로 흩어져 있으며 각 입자는 불규칙한 모양(구형이 아닌)을 가진다. 이 입자들은 운석과 목성의 위성(메티스와 아드라스테아)과의 충돌에 의해 만들어졌을 것으로 추정된다.
대기권에서 관측된 다른 현상으로는 소용돌이치는 고고도의 어두운 안개가 있다. 크기는 대적반만하며 북극 근처에 위치한다. 적외선 카메라로 촬영한 결과 극관을 중심으로 소용돌이가 일어나며 고위도의 무늬와는 맞물리며 반대 방향으로 회전한다.

### 임무 종료
2016년 12월 18일에는 토성의 바깥 고리인 F고리에 위치한 위성 판도라에 41,000km까지 근접해 촬영에 성공했다. 이를 통해 지금까지 공개된 판도라의 사진 중 가장 높은 화소의 이미지로 선명한 모습을 볼 수 있게 되었다.
2017년 4월 중에 '그랜드 피날레(Grand Finale)' 임무를 부여받아 토성의 안쪽 고리와 토성 성층권 사이를 22번 공전할 예정이다. 또 4월 22일에는 타이탄에 마지막으로 근접 비행할 예정이다. 이때 카시니 호는 레이다 빔을 통해 타이탄 북반구에 있는 바다를 관찰하게 된다.
2017년 9월 15일에 '그랜드 피날레' 임무를 성공적으로 수행하였다. 토성 대기권에 관한 정보를 보내며 406mi 상공에서 산화하여 토성의 일부가 되었다.

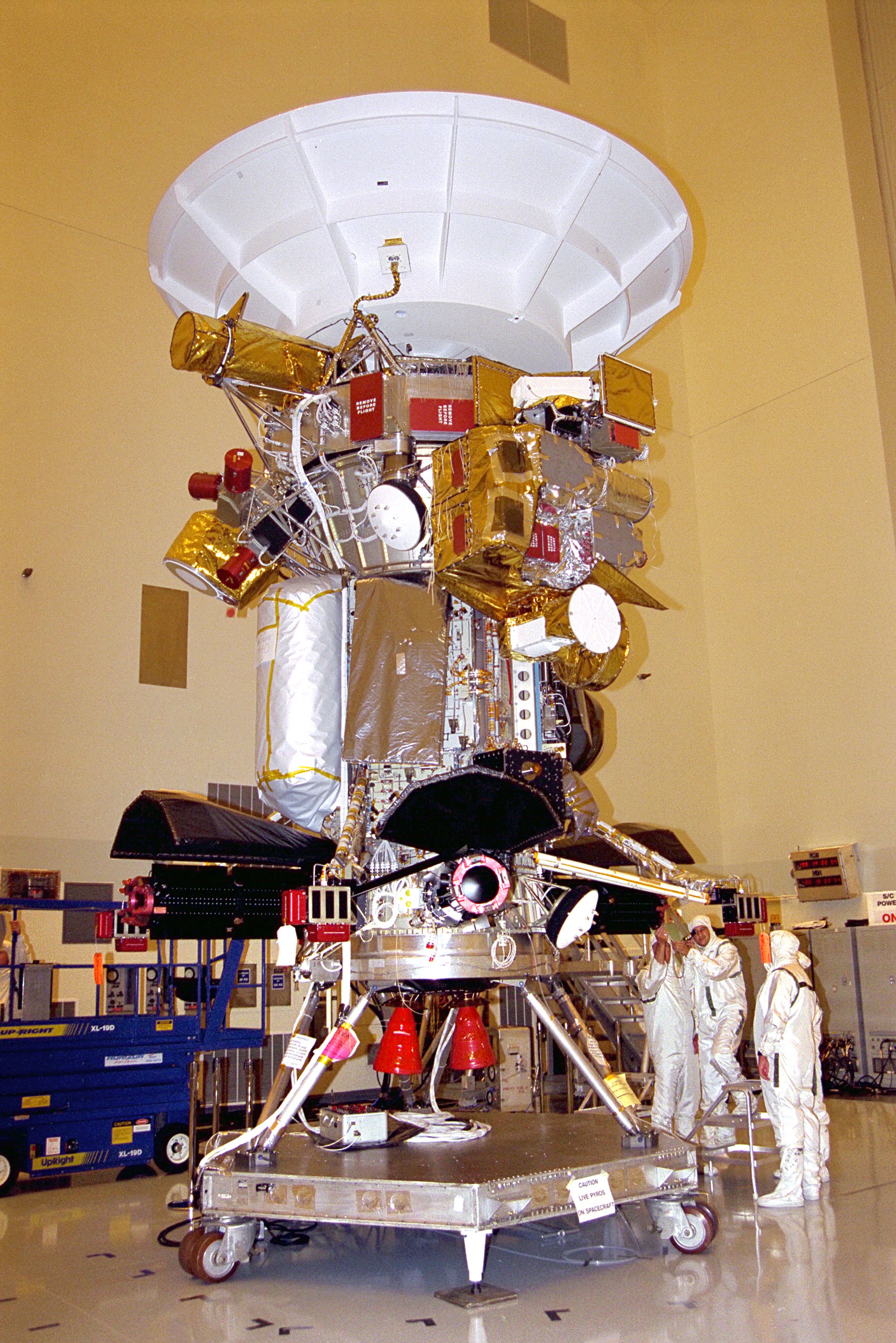
조립 중인 카시니